# The Ways of Fate
Pour plus de détails, voir Fiche technique et Distribution.
The Ways of Fate est un film muet américain réalisé par Wallace Reid et sorti en 1913.

## Synopsis
- Au cours d'une partie de cartes, l'un des deux joueurs tue son adversaire, puis s'enfuit emmenant avec lui sa petite fille. Des années plus tard, Jim Conway s'est mis à la recherche de l'assassin de son père. Arrivé dans la partie montagneuse de la région, il y fait la connaissance d'une jeune femme qui vit seule avec un vieil homme...

## Fiche technique
- Titre : The Ways of Fate
- Réalisation : Wallace Reid
- Scénario :
- Photographie :
- Montage :
- Producteur : Allan Dwan
- Société de production : American Film Manufacturing Company
- Société de distribution : Mutual Film
- Pays d'origine :  États-Unis
- Langue : film muet avec les intertitres en anglais
- Format : Noir et blanc — 35 mm — 1,33:1 — Muet
- Genre : Film romantique, Film d'amour
- Durée : 10 minutes
- Dates de sortie : 
  -  États-Unis : 19 avril 1913

## Distribution
- Wallace Reid : Jim Conway
- Vivian Rich : la nymphe de la montagne
- Pauline Bush
- Lon Chaney
- Murdock MacQuarrie